# Creatures (Motionless in White)
Creatures è l'album in studio di debutto del gruppo musicale statunitense Motionless in White, pubblicato il 12 ottobre 2010 dalla Fearless Records. Il nome dell'album fa riferimento al nome con cui vengono chiamati i fan della band: "creatures".

## Le canzoni
Creatures è un album dedicato ai fan della band. La canzone omonima all'album è stata scritta in parte dagli stessi fan che, durante le registrazioni, inviarono versi con cui fu alla fine composta la canzone. Alcune delle tracce non incluse nella versione EP di When Love Met Destruction sono state rivisitate e incluse all'album, come "Bananamontana" (rivisitata in "City Lights") e "We Only Out At Night"; inoltre il ritornello della canzone della canzone "When Love Met Destruction" viene rivisitato nella canzone omonima all'album "Creatures".

## Tracce
1. Immaculate Misconception – 3:54
2. We Only Come Out at Night (versione rivisitata dell'omonima canzone da When Love Met Destruction) – 3:23
3. London In Terror – 3:41
4. Abigail (featuring Nick Brooks) – 2:52
5. Creatures – 3:47
6. Cobwebs (featuring Andre Bravo) – 3:29
7. .Com, Pt.II (seconda parte della canzone "Schitzophrenicannibalisticsexfest.com" da The Whorror) – 3:49
8. Count Choculitis – 4:03
9. City Lights (versione rivisitata di "Bananamontana" da When Love Met Destruction) – 3:08
10. Puppets (The First Snow) – 4:20
11. Undead Ahead – 3:57
12. Scissorhands (The Last Snow) – 5:33

Tracce bonus nell'edizione deluxe
1. Dragula (cover di Rob Zombie) – 4:03
2. Creatures (Celldweller "Beauty" Remix) – 4:41
3. Mallevs Maleficarvm (Tim Sköld remix) – 4:59

## Formazione
- Chris "Motionless" Cerulli - voce
- Joshua Balz - tastiera
- Ryan Sitkowski - chitarra solista
- TJ Bell - chitarra ritmica
- Ricky "Horror" Olson - basso
- Angelo Parente - batteria